# François de Coligny
Pour les autres membres de la famille, voir Maison de Coligny.
Ne doit pas être confondu avec François de Coligny d'Andelot.
François de Coligny (1557-1591), comte de Coligny, est l'un des chefs protestants pendant les guerres de religion en France. Il est le fils de l'amiral Gaspard de Coligny, assassiné à Paris pendant le massacre de la Saint-Barthélemy.  

## Biographie et carrière militaire
François appartient à la grande noblesse de France. Il est le fils de Gaspard de Coligny, amiral de France et de Charlotte de Laval. 
Comte de Coligny et seigneur de Châtillon-sur-Loing, à la mort de son père il fait ses premières armes en défendant Montpellier lors de la sixième guerre de religion (1576-1577). Il fait raser la citadelle garnie de soldats royaux[réf. nécessaire]. Quand la situation devient difficile, il fait une sortie, parcourt les Cévennes et va jusqu’à Bergerac pour recruter des renforts, et revient avec eux dans la ville.
En décembre 1585, après avoir rançonné Pradelles,  il tente de s'emparer de la ville du Puy par une attaque surprise, mais est mis en échec par Antoine II de La Tour Saint-Vidal. Il réessaye en 1587, puis se retire après avoir obtenu une somme d'argent.
Au début de la guerre de la Ligue, alors que le roi Henri III n’a pratiquement plus de soutiens, il bat le duc de Mayenne près de Chartres (1589).
Il se distingue à la bataille d'Arques (septembre 1589) où son arrivée à la tête de cinq cents arquebusiers permet d’amplifier la victoire d’Henri IV. Il contribue également à la victoire des troupes royales lors du siège de Chartres de 1591, notamment en élaborant la construction d'un pont couvert et roulant,,.
Il meurt à l'âge de 34 ans.

## Mariage et descendance
Le 18 mai 1581, il épouse Marguerite d'Ailly († 1604), fille de Charles d'Ailly, seigneur de Seigneville. Ils ont quatre enfants :
- Henri († 1601) comte de Coligny et seigneur de Châtillon, mort en 1601 à l'assaut d'Ostende ;
- Gaspard (1584-1646) comte puis duc de Coligny, maréchal de France, dit le « maréchal de Châtillon » ;
- Charles seigneur de Beaupont ;
- Françoise († 1637) épouse en 1602 René de Talensac, seigneur de Londrières.